# ENQUIRE
ENQUIRE foi um projeto usado para reconhecer e armazenar associações de informação, desenvolvido por Tim Berners-Lee no segundo semestre de 1980, enquanto ele trabalhava na CERN. Tim também é conhecido por ter criado a World Wide Web, em 1989. O ENQUIRE tinha algumas das mesmas ideias da web e da web semântica, e serviu como base para o desenvolvimento das duas, mas era diferente em vários aspectos importantes, como no fato de não ser viável ser liberado para o público em geral. Ele foi implementado em uma máquina NORD-10, da Norsk Data, mas nunca foi publicado.
De acordo com Tim, o nome foi inspirado em um livro intitulado Enquire Within Upon Everything.
Ao invés de um navegador da web, o ENQUIRE estava mais próximo a uma wiki:
- Banco de dados, embora um sistema fechado (todos os dados poderiam ser tomados como um todo exequível)
- Hiperligações bidirecionais[3]. Isto permite bidirecionar ideias, notas, etc. a cada um ligação sem o conhecimento do autor.
- Edição diretamente a partir do servidor (como wikis, blogs e sistemas de gestão de conteúdo)
- Facilidade de composição, nomeadamente quando se trata de hiperligamento.